# Geotrigona subfulva
Geotrigona subfulva är en biart som beskrevs av Camargo och Jesus Santiago Moure 1996. Geotrigona subfulva ingår i släktet Geotrigona och familjen långtungebin. Inga underarter finns listade i Catalogue of Life.